# Federal Building and U.S. Courthouse (Reno, Nevada)
El Edificio Federal y el Palacio de Justicia de EE. UU., también conocido como el Edificio Federal C. Clifton Young, en Reno, Nevada, es un palacio de justicia histórico y un edificio federal que se construyó en 1965. Fue renombrado en honor a C. Clifton Young en 1988. Está ubicado en 300 Booth St.
Fue incluido en el Registro Nacional de Lugares Históricos en 2021. 
El vestíbulo del edificio cuenta con un mural, "La vida antes de la era de la frontera", pintado por Richard Guy Walton.